# Mimoň VI
Mimoň VI ist ein Ortsteil der Stadt Mimoň in Tschechien. Er liegt zweieinhalb Kilometer südöstlich des Stadtzentrums von Mimoň an der Stadtgrenze zu Ralsko und gehört zum Okres Česká Lípa.

## Geographie
Mimoň VI befindet sich linksseitig der Ploučnice und rechtsseitig ihres Zuflusses Ploužnický potok in der Ralská pahorkatina (Rollberg-Hügelland). Etwa die Hälfte seiner Fläche nimmt der Wald Čistá (Tschistai) ein. Durch den Ortsteil verläuft die Straße II/268 zwischen Mimoň und Kuřívody. Südlich erhebt sich der Červený vrch (Rother Hübel, 299 m). Gegen Süden liegt der ehemalige Militärflugplatz Hradčany.
Nachbarorte sind Mimoň I im Norden, Pavlín und Nový Dvůr im Nordosten, Hvězdov im Osten, Ploužnice im Süden, Hradčany im Südwesten, Boreček  im Westen sowie Mimoň II im Nordwesten.

## Geschichte
Der südliche Teil der Niemeser Kapellenflur und der Tschistai wurden stets land- und forstwirtschaftlich genutzt. 1868 zog die Tuchfabrik Anton und Adolf Schicketanz aus der Stadt Niemes an den neuen Standort in der Tschistai am Zusammenfluss von Ploužnický potok und Ploučnice. In den wegen seiner Lage als Waldwerk (Lesní závod) bezeichneten Betriebsgebäuden wurde 1906 eine Drahtweberei der Firma Hutter & Schranz betrieben.
Nach dem Münchner Abkommen erfolgte 1938 die Angliederung an das Deutsche Reich. Im März 1945 begann südlich auf dem Kummerfeld bei Zweihäusl (U Dvou chalup) der Bau eines Flugplatzes, der bei US-amerikanischen Luftangriffen beschädigt und erst nach dem Ende des Zweiten Weltkrieges von der Tschechoslowakischen Armee fertiggestellt wurde.
Nach dem Ende des Zweiten Weltkrieges kam das Gebiet zur Tschechoslowakei zurück und wurde 1947 Teil des Truppenübungsplatzes Ralsko. Nach dem Prager Frühling 1968 benutzte die Rote Armee bis 1991 das Gelände. Nach dem Abzug der Sowjets und der Auflösung des Truppenübungsplatzes wurde der Stadt Mimoň mit Beginn des Jahres 1992 eine Fläche von knapp 133 Hektar zugeordnet, zu der auch einige bebaute Grundstücke der Fluren Strážov und Ploužnice sowie unbebautes Land in der nordwestlichen Flur von Hvězdov gehörten. Sämtliche Grundstücke wurden in den Katastralbezirk Mimoň umgeschrieben und dem Ortsteil Mimoň I zugeordnet, wobei die Häuser in Ploužnice ihre Adressen behielten. Am 21. Mai 1998 beschloss der Stadtrat von Mimoň die Ausweisung dieses Gebietes zum Ortsteil Mimoň VI.
Im Jahre 2001 bestand Mimoň VI aus neun Wohnhäusern, in denen 26 Menschen lebten. Insgesamt besteht der Ort aus 38 Häusern.

## Ortsgliederung
Der Ortsteil Mimoň VI ist Teil des Katastralbezirks Mimoň. Er umfasst den südlichen Teil der Grundsiedlungseinheit Kuřivodská strana, das Lesní závod und einige Häuser von Ploužnice.
Im Stadtteil liegen die Straßen Lesní závod, Ploužnice und Pražská.